# Super Sentai
Super Sentai (スーパー戦隊シリーズ, Sūpā Sentai Shirīzu) är en japansk tv-serie om superhjältar. Power Rangers är baserad på den.

## Serierna
- Himitsu Sentai Gorenger (1975–1977)
- J.A.K.Q. Dengekitai (1977)
- Battle Fever J (1979-1980)
- Denshi Sentai Denziman (1980-1981)
- Taiyou Sentai Sun Vulcan (1981-1982)
- Dai Sentai Goggle-V (1982-1983)
- Kagaku Sentai Dynaman (1983-1984)
- Choudenshi Bioman (1984-1985)
- Dengeki Sentai Changeman (1985-1986)
- Choushinsei Flashman (1986-1987)
- Hikari Sentai Maskman (1987-1988)
- Choujuu Sentai Liveman (1988-1989)
- Kousoku Sentai Turboranger (1989-1990)
- Chikyu Sentai Fiveman (1990-1991)
- Choujin Sentai Jetman (1991-1992)
- Kyouryuu Sentai Zyuranger (1992-1993)
- Gosei Sentai Dairanger (1993-1994)
- Ninja Sentai Kakuranger (1994-1995)
- Chouriki Sentai Ohranger (1995-1996)
- Gekisou Sentai Carranger (1996-1997)
- Denji Sentai Megaranger (1997-1998)
- Seijuu Sentai Gingaman (1998-1999)
- Kyuukyuu Sentai GoGoFive (1999-2000)
- Mirai Sentai Timeranger (2000-2001)
- Hyakujuu Sentai Gaoranger (2001-2002)
- Ninpuu Sentai Hurricaneger (2002-2003)
- Bakuryuu Sentai Abaranger (2003-2004)
- Tokusou Sentai Dekaranger (2004-2005)
- Mahou Sentai Magiranger (2005-2006)
- GoGo Sentai Boukenger (2006-2007)
- Juken Sentai Gekiranger (2007-2008)
- Engine Sentai Go-onger (2008-2009)
- Samurai Sentai Shinkenger (2009-2010)
- Tensou Sentai Goseiger (2010-2011)
- Kaizoku Sentai Gokaiger (2011-2012)
- Tokumei Sentai Go-Busters (2012-2013)
- Zyuden Sentai Kyoryuger (2013-2014)
- Ressha Sentai Toqger (2014-2015)
- Shuriken Sentai Ninninger (2015–2016)
- Doubutsu Sentai Zyuohger  (2016-2017)
- Uchuu Sentai Kyuranger  (2017-2018)
- Kaitou Sentai Lupinranger VS Keisatsu Sentai Patranger (2018–2019)
- Kishiryu Sentai Ryusoulger (2019-2020)
- Mashin Sentai Kiramager (2020-2021)
- Kikai Sentai Zenkaiger (2021-2022)

### Fotnoter
1. ↑  ”Ny "Power rangers"-film planeras”. Göteborgsposten. 8 maj 2014. http://www.gp.se/n%C3%B6je/ny-power-rangers-film-planeras-1.473392. Läst 8 juli 2016.